# Godzilla II: Król potworów
Godzilla II: Król potworów (ang. Godzilla: King of the Monsters) – film o potworach z 2019, wyreżyserowany przez Michaela Dougherty’ego i napisany przez niego wspólnie z Zachem Shieldsem. Jest to kontynuacja Godzilli (2014) w reżyserii Garetha Edwardsa. To także 35. film należący do franczyzy Godzilli, trzeci film należący do franczyzy MonsterVerse i trzeci film z Godzillą, który został w całości wyprodukowany przez studio z Hollywood.
W filmie występują: Kyle Chandler, Vera Farmiga, Millie Bobby Brown, Bradley Whitford, Sally Hawkins, Charles Dance, Thomas Middleditch, Aisha Hinds, O’Shea Jackson Jr., David Strathairn, Ken Watanabe i Zhang Ziyi.
Produkcja otrzymała zielone światło podczas weekendu otwarcia Godzilli (2014). Reżyser tego filmu Gareth Edwards miał powrócić, aby wyreżyserować trylogię. W maju 2016 Edwards opuścił jednak projekt. W październiku 2016 Michael Dougherty i Zach Shields zostali zatrudnieni do przepisania scenariusza. W styczniu 2017 Dougherty został ogłoszony reżyserem. Okres zdjęciowy do filmu rozpoczęto w czerwcu 2017 w Atlancie.
Film został zadedykowany producentowi Yoshimitsu Banno (najbardziej znanemu z wyreżyserowania filmu Godzilla kontra Hedora w 1971) oraz aktorowi Haruo Nakajimie, wieloletniemu odtwórcy roli Godzilli i innych potworów w produkcjach Tōhō.

## Fabuła
Pięć lat po tym, jak istnienie gigantycznych potworów, zwanych teraz „Tytanami”, zostało ujawnione światu, dr Emma Russell, paleobiolog pracująca dla organizacji Monarch, zajmującej się badaniami Tytanów, i jej córka Madison są świadkami narodzin larwy zwanej Mothra. Emma uspokaja Mothrę za pomocą „Orki”, urządzenia, które może emitować częstotliwości w celu przyciągnięcia lub zmiany zachowania Tytanów. Grupa ekoterrorystów pod wodzą Alana Jonaha atakuje bazę i porywa Emmę oraz Madison, podczas gdy Mothra ucieka, przepoczwarzając się pod pobliskim wodospadem.
Naukowcy z Monarch, dr Ishirō Serizawa i dr Vivienne Graham, zwracają się do byłego pracownika, dr. Marka Russella, byłego męża Emmy i ojca Madison, o pomoc w ich wytropieniu. Mark początkowo jest niechętny z powodu swojej nienawiści do Godzilli, którego obwinia za śmierć swojego syna Andrew, ale ostatecznie się zgadza. Zespół Monarch podąża za Godzillą na Antarktydę, gdzie Jonah zamierza uwolnić trójgłowego Tytana o kryptonimie „Potwór Zero”. Emma uwalnia i budzi Potwora Zero, który walczy z Godzillą, pożera dr Graham i ucieka. Zespół dowiaduje się, że Emma pracuje z terrorystami. Emma kontaktuje się z Monarch z bunkra organizacji w Bostonie. Twierdzi, że Tytani muszą zostać obudzeni, aby uleczyć Ziemię ze szkód, które wyrządzili ludzie.
Emma budzi Rodana w Meksyku. Monarch wabi Rodana do walki z nadchodzącym Potworem Zero, ale ten szybko pokonuje Rodana, zanim zostaje zaatakowany przez Godzillę, który odcina mu lewą głowę. Podczas walki marynarka wojenna wystrzeliwuje prototypowy pocisk zwany „destruktorem tlenu”, który pozornie zabija Godzillę. Niezrażony Potwór Zero odzyskuje utraconą głowę i budzi wszystkich innych uśpionych Tytanów na całym świecie, a Rodan poddaje się jego władzy. Madison wypiera się Emmy za jej rolę w zniszczeniach spowodowanych przez przebudzonych Tytanów.
Poprzez teksty mitologiczne dr Ilene Chen odkrywa, że Potwór Zero to Król Ghidora, prehistoryczna pozaziemska forma życia, która chce terraformować Ziemię według swoich upodobań.
Mothra wyłania się ze swojego kokonu i leci do bazy Monarch na Bermudach, aby komunikować się z Godzillą, który odzyskuje siły. Za pomocą łodzi podwodnej zespół naukowców lokalizuje silnie radioaktywne legowisko Godzilli. Dochodzą do wniosku, że Godzilla sam się wyleczy. Decydują się zdetonować głowicę atomową, aby przyspieszyć ten proces. Serizawa poświęca się, ręcznie detonując głowicę, ożywiając Godzillę i zwiększając jego moc.
Emma zdaje sobie sprawę, że zniszczenia, które Ghidora i inni Tytani sprowadzą na świat, są znacznie gorsze niż cokolwiek, co ludzie mogą zrobić. Jonah jednak ignoruje jej prośby, by przestać. Madison słyszy to i kradnie „Orkę”. Przybywając do Fenway Park, Madison nadaje częstotliwość, która uspokaja Tytanów, ale nieświadomie przyciąga ich wszystkich do swojej lokalizacji. Ghidora ląduje w Bostonie, aby zniszczyć „Orkę”. Godzilla przybywa i angażuje się w walkę. Mark prowadzi zespół, który ma uratować Madison i uciec z miasta po tym, jak dowiedział się, że poziom promieniowania Godzilli rośnie i doprowadzi do wybuchu termojądrowego. Mothra przybywa, by pomóc Godzilli, ale zostaje zatrzymana przez Rodana. Pokonuje go, ale jest ciężko ranna.
Ghidora obezwładnia Godzillę i przygotowuje się do zabicia go, ale Mothra poświęca się i przekazuje swoją energię Godzilli, szybko go lecząc. Mark, Emma i Madison ponownie spotykają się i reaktywują „Orkę”, aby odciągnąć Ghidorę od Godzilli. Emma poświęca się, dając Markowi, Madison i Monarch czas na ucieczkę. Godzilla wchodzi w nowo wzmocniony stan i pokonuje Ghidorę za pomocą impulsów jądrowych. Rodan i inni Tytani zbiegają się i oddają pokłon Godzilli.
Podczas napisów końcowych wycinki z wiadomości i pliki Monarch pokazują, jak Tytani pomagają leczyć planetę, pojawiają się również informacje, że odkryto drugie jajo Mothry, a niektórzy Tytani gromadzą się na wyspie Czaszki. Pokazane są również starożytne malowidła naskalne przedstawiające Godzillę i Konga podczas walki.
W scenie po napisach, Jonah i jego ludzie kupują odciętą lewą głowę Króla Ghidory w Meksyku.

## Obsada
- Kyle Chandler jako dr Mark Russell:

Były mąż Emmy, ojciec Madison. Specjalista od zachowań zwierząt i komunikacji, który wcześniej pracował dla Monarch. Współtwórca „Orki”, urządzenia, które umożliwia komunikację z Tytanami. Po utracie syna ma nieprzychylną opinię o Tytanach, w szczególności o Godzilli. Mimo to dołącza do misji ratunkowej wraz z dr. Serizawą i dr Graham, aby ocalić Emmę i Madison przed Alanem Jonahem i jego grupą terrorystyczną.
- Vera Farmiga jako dr Emma Russell:

Była żona Marka oraz matka Madison. Dawna pracownica Monarch, paleobiolog będąca w zmowie z ekoterrorystą Alanem Jonahem. Jest współtwórczynią „Orki”. W przeciwieństwie do Marka, Emma wierzy, że ludzie i Tytani mogą pokojowo współistnieć. Nie postrzega Godzilli jako zła, ale jako potencjalnego zbawiciela w erze katastrofalnych zmian klimatycznych.
- Millie Bobby Brown jako Madison Russell:

12-letnia córka Emmy i Marka i młodsza siostra Andrew, zmarłego podczas walki Godzilli z M.U.T.O w 2014 roku
- Bradley Whitford jako dr Rick Stanton:

Naukowiec pracujący dla Monarch.
- Sally Hawkins jako dr Vivienne Graham:

Paleozoolog pracująca dla Monarch jako prawa ręka dr. Serizawy. Hawkins powtórzyła swoją rolę z Godzilli (2014).
- Charles Dance jako Jonah Alan:

Były pułkownik SAS British Army i agent MI6, który po rozczarowaniu ludzkością odszedł ze służby. Mając obsesję na punkcie przywrócenia naturalnego porządku, został najemnym liderem anarchistycznej grupy ekoterrorystów, finansowanej z handlu DNA Tytanów.
- Thomas Middleditch jako Sam Coleman:

Dyrektor ds. technologii firmy Monarch i łącznik organizacji z rządem Stanów Zjednoczonych.
- Zhang Ziyi jako dr Ilene Chen oraz dr Ling:

Dr Ilene Chen jest znawczynią mitologii pracującą dla Monarch, specjalizującą się w rozszyfrowywaniu mitologicznego tła Tytanów, w połączeniu z opowieściami i legendami na przestrzeni dziejów. Wraz ze swoją siostrą bliźniaczką, dr Ling, Ilene jest agentką Monarch w trzecim pokoleniu w swojej rodzinie.
- Aisha Hinds jako płk Diane Foster:

Odznaczona żołnierz US Army Special Forces i dowódca G-Team, specjalnej grupy wojskowej prowadzonej przez Monarch.
- Ken Watanabe jako dr Ishirō Serizawa:

Wysokiej rangi naukowiec pracujący dla Monarch. Watanabe powtórzył swoją rolę z Godzilli (2014).
- O’Shea Jackson Jr. jako Jackson Barnes:

Żołnierz US Army Special Forces, który jest członkiem G-Team.
- David Strathairn jako admirał William Stenz:

Admirał United States Navy. Strathairn powtarza swoją rolę z Godzilli (2014).
Joe Morton występuje jako starszy Dr Houston Brooks, postać, która pierwotnie pojawiła się w filmie Kong: Wyspa Czaszki (2017), gdzie wcielał się w niego Corey Hawkins. Dodatkowo CCH Pounder gra rolę senator Williams, Anthony Ramos wciela się w postać sierżanta sztabowego Anthony’ego Martineza, Elizabeth Ludlow występuje w roli porucznik Lauren Griffin. Jonathan Howard wciela się w Ashera Jonaha, a Randy Havens w rolę dr. Tima Manciniego. Tyler Crumley gra syna Marka i Emmy oraz brata Madison, Andrew. Kevin Shinick występuje jako meteorolog. Poprzez technikę przechwytywania ruchu T.J. Storm wciela się w rolę Godzilli, podczas gdy Jason Liles, Alan Maxson i Richard Dorton wcielają się w głowy króla Ghidory. Jason Liles z pomocą tej samej technologii wcielił się również w Rodana.

### Polski dubbing[16]
- Wojciech Brzeziński – Mark Russell
- Magdalena Popławska – dr Emma Russell
- Weronika Humaj – Madison Russell
- Krzysztof Dracz – dr Rick Stanton
- Krzysztof Stelmaszyk – Jonah Alan
- Jan Marczewski – Sam Coleman
- Karolina Bacia – dr Ilene Chen
- Anna Szymańczyk – płk Diane Foster
- Miłogost Reczek – dr Ishirō Serizawa
- Grzegorz Kwiecień – oficer Barnes
- Agnieszka Fajlhauer – dr Vivienne Graham
- Szymon Roszak – sierż. Martinez
- Hanna Wojak – płk Griffin
- Mirosław Zbrojewicz – adm. William Stenz
- Waldemar Barwiński – dr Tim Mancini

## Produkcja

### Rozwój projektu
Gareth Edwards, reżyser Godzilli (2014), oświadczył, że chciał, aby jego film działał jako samodzielne i zamknięte dzieło, sprzeciwił się sugestiom, że zakończenie produkcji powinno pozostać otwarte. Jednocześnie zaznaczył, że nie ma problemu z powrotem do kontynuacji, jeśli film wypadnie dobrze. Po udanym otwarciu filmu na rynku międzynarodowej, Legendary Pictures dało zielone światło dla kontynuacji Godzilli i przychyliło się do planu wyprodukowania trylogii z Edwardsem w roli reżysera. na San Diego Comic-Conie w lipcu 2014 wytwórnia Legendary potwierdził, że zakupiła od japońskiego studia Tōhō prawa do postaci potworów Rodana, Mothry i Króla Ghidory. Pokazano wtedy również krótki teaser przedstawiający grafiki koncepcyjne wszystkich trzech potworów. W sierpniu 2014 ogłoszono datę premiery filmu na 8 czerwca 2018. Potwierdzono także, że Max Borenstein powróci, aby napisać scenariusz do kontynuacji.
W kwietniu 2015 Aaron Taylor-Johnson stwierdził, że nie jest pewien, czy powtórzy swoją rolę w kontynuacji. Zaznaczył, że jego powrót zależy od decyzji reżysera projektu Garetha Edwardsa. W październiku 2015 wytwórnia Legendary Pictures ogłosiła plany połączenia postaci Godzilli i King Konga w jednym filmie, którego data premiery została ustalona na 2020.
W maju 2016 Warner Bros. ogłosił, że Godzilla 2 została przesunięta ze swojej pierwotnej daty premiery na 22 marca 2019. Wkrótce potem Gareth Edwards zrezygnował z reżyserowania filmu, aby zająć się projektami na mniejszą skalę. W październiku 2016 ogłoszono, że Michael Dougherty i Zach Shields napiszą scenariusz do Godzilli 2. Następnego dnia pojawiła się informacja, że Dougherty prowadził również negocjacje dotyczące reżyserowania filmu. W grudniu 2016 ogłoszono, że oficjalnym tytułem filmu będzie Godzilla: King of the Monsters. W styczniu 2017 Dougherty został oficjalnie zatwierdzony jako reżyser widowiska.

### Preprodukcja
Pod koniec stycznia 2017 Millie Bobby Brown została jako pierwsza obsadzona w filmie. W lutym 2017 do obsady dołączyli Kyle Chandler i Vera Farmiga. W marcu 2017 doniesiono, że O’Shea Jackson Jr. jest w trakcie rozmów o swojej roli w produkcji. W kwietniu 2017 potwierdzono, że Aisha Hinds dołączy do obsady filmu. W maju 2017 do obsady dołączyli Anthony Ramos, Randy Havens, Thomas Middleditch i Charles Dance. Poinformowano również o powrocie Sally Hawkins i Kena Watanabe.
W czerwcu 2017 Bradley Whitford oraz Zhang Ziyi dołączyli do obsady. W lipcu 2017 rolę w filmie otrzymała Elizabeth Ludlow.

### Zdjęcia i postprodukcja
Zdjęcia do filmu rozpoczęto 19 czerwca 2017 w Atlancie w stanie Georgia pod tytułem roboczym Fathom. Reżyser filmu, Michael Dougherty, potwierdził, że film będzie zawierał efekty praktyczne i projekty stworzeń autorstwa Toma Woodruffa Jr. Operatorem filmu został Lawrence Sher. Fragmenty filmu zostały nakręcone w Meksyku w okresie od 19 do 22 sierpnia 2017. Zdjęcia do widowiska zakończyły się 27 września 2017.
Efekty specjalne do filmu zostały stworzone przez Moving Picture Company, DNEG, Method Studios, Raynault VFX, Rodeo FX i Ollin VFX. Człowiekiem odpowiedzialnym za ich tworzenie był Guillaume Rocheron. W listopadzie 2018 oficjalnie zakończyła się postprodukcja filmu.